# محمود سیف‌الدین الایرانی
محمود سیف‌الدین الایرانی (۱۹۱۲ – ۳۱ مه ۱۹۷۴) داستان‌نویس، روزنامه‌نگار و منتقد ادبی فلسطینی بود. او در یافا به دنیا آمد و تحصیلات ابتدایی و متوسطهٔ خود را در دانشکدهٔ الفریر به پایان رساند. در دههٔ ۱۹۳۰ در نویسندگی در روزنامه‌ها و مجلات فلسطین و لبنان فعال شد. در سال ۱۹۳۵ هفته‌نامهٔ «الفجر» را در یافا به اشتراک با عارف العزونی منتشر کرد. او در اوایل دههٔ ۱۹۴۰ به اردن رفت و در آموزش و پرورش و روزنامه‌نگاری کار کرد، در چند شغل دولتی مشغول به کار شد. او به جنبش نقد ادبی عربی کمک کرد و در زمینهٔ داستان کوتاه شهرت رسید. محمود سیف‌الدین الایرانی از پیشگامان داستان‌نویسان کوتاه در فلسطین و اردن به‌شمار می‌رود. علاوه بر این که داستان‌نویس بود، در فن مقاله‌نویسی، پژوهش ادبی، نقد و شعر نیز آثاری نگاشت، اما مقامِ داستان‌نویسی او بر مقام نقد و پژوهشگری و شاعری او غلبه کرد. انجمن نویسندگان اردن در ادای احترام به او، جایزه‌ای را با نام «جایزهٔ الایرانی در خلاقیت داستانی» در سال ۱۹۸۵ برپا ساخت.

## زندگی و پیشه
محمود سیف‌الدین الایرانی او در سال ۱۹۱۲ یا ۱۹۱۴ در محلهٔ العجمی در یافا، سنجق غزه، ولایت بیروت، امپراتوری عثمانی، از پدری ایرانی‌تبار از شهر اصفهان و مادری عرب به دنیا آمد. خانواده‌اش به قدس نقل مکان کردند، اما پس از مدتی به یافا بازگشتند. محمود از هشت سالگی تحصیلات ابتدایی را از مدرسهٔ دانشکدهٔ الفریر در یافا در سال ۱۹۲۰ شروع کرد. تحصیلات متوسطه را در سال ۱۹۲۹ به پایان رساند که فرصتی به او داد تا با تسلط بر دو زبان انگلیسی و فرانسوی، علاوه بر زبان عربی، زبان مادری خود، فارغ‌التحصیل شود.
پس از فارغ‌التحصیلی، الایرانی به مدت پنج سال به عنوان کارمند در دولت فلسطین کار کرد و سپس در سال ۱۹۳۵ استعفا داد. در این دوره، پیوندهای محکم دوستی میان او و گروهی از شخصیت‌های برجستهٔ مصر به وجود آمد که برجسته‌ترین آنها عبارت بودند از: ابراهیم عبدالقادر المازنی، محمود تیمور، محمد حسین هیکل، سلامه موسی، عباس العقاد، ابراهیم ناجی، علی محمود طه و دیگران.
الایرانی به نویسندگی روی آورد و مشارکت کوشایی در حیات ادبی داشت. مقالاتی در روزنامه‌های فلسطینی مانند: «الدفاع»، «الجامعة الفلسطینیة»، «فلسطین»؛ در مجلات فلسطینی مانند: «الشباب»، «اللهب»، «الرائد»؛ مجلات مصری مانند: «المقتطف»، «الثقافة»، هفته‌نامهٔ «السیاسة» و دیگر مجلات مانند «الطلیعة» و «الطریق» بیروت، منتشر کرد. در سال ۱۹۳۵ مجله‌ای هفتگی به نام «الفجر» در یافا با همکاری عارف العزونی منتشر کرد که دوام چندانی نداشت و پنجاه شماره از آن صادر شد.او در سال ۱۹۳۷ اولین مجموعه داستان کوتاه خود را با عنوان «آغاز پایان» (به عربی: أول الشوط) منتشر کرد و به داستان‌های خود شماری مقالات از نویسندگان جهان افزود.
او حدود ده سال از عمر خود را صرف خواندن ادبیات جهان کرد، آثار نویسندگان بسیاری را خواند، مانند: پیر کورنی، ژان راسین، مولیر، آلفونس دو لامارتین، ژان ژنه، آندره ژید، آناتول فرانس، ویکتور هوگو، مارسل پروست، آلفرد دو موسه، آندره مالرو، آلبر کامو و دیگران. علاوه بر این، از قرآن که الهام‌بخش و کمک‌دهندهٔ او بود، آموخته بود. همچنین کتاب‌های تاریخی عربی مانند آثار ابن مقفع، کلیله و دمنه، الادب الکبیر و الادب الصغیر، کتب الجاحظ، العقد الفرید، الاغانی، الکامل فی التاریخ و سمط اللآلی والمزهر فی علوم اللغة را خواند و از آن‌ها بهره گرفت.
در اوایل دههٔ ۱۹۴۰، تنش بین عرب‌ها و یهودیان در یافا افزایش یافت و حکومت قیمومیت شروع به اعمال خشونت نمود و محمود الایرانی در آن زمان احساس خستگی و ناامیدی برای وطن خود کرد. او چاپخانه ای را که در اختیار داشت برای آماده شدن برای عزیمت به امان، اردن، فروخت. در امان، به عنوان معلم و مدیر مدارس متوسطه، مدیر آموزش ویژهٔ وزارت آموزش و پرورش و سرپرستی سردبیری مجلهٔ «رسالة المعلم» مشغول به کار شد. در اوایل دههٔ ۱۹۶۰، محمود ایرانی با هزینه سازمان بین‌المللی برای تخصص در امور یونسکو به پاریس اعزام شد.پس از بازنشستگی، در سال ۱۹۷۱ به عنوان مشاور فرهنگی وزارت رسانهٔ اردن منصوب شد و سرپرستی سردبیری مجلهٔ «افکار» را بر عهده داشت.
محمود الایرانی مقالات متعددی نوشت و به جنبش نقد ادبی و برخی مطالعات ادبی در مورد برخی از شخصیت‌های فرهنگی در اندیشهٔ اروپایی کمک کرد. اما شهرت او مدیون فعالیتش در عرصهٔ داستان‌نویسی است. در نقد ادبیات، او از جمله کسانی بود که در کنار برخی از نویسندگان فلسطینی مانند عبدالله مخلص، نجاتی صدقی و عارف العزونی با رویکردی جامع و نزدیک به فلسفهٔ نقد، بر نقد ادبی تأثیر مستقیم داشت.

## زندگی شخصی
ازدواج محمود الایرانی در سی سالگی بود که با دختری از خانواده‌ای از حیفا به نام مریم قاسم ازدواج کرد و آن هم در اوایل سال ۱۹۴۱ یعنی همان سالی که عازم اردن شد. از او سه پسر و دو دختر داشت: روشن، سیف‌الدین، سری‌الدین، مِی و رَندَه. الایرانی اقرار کرده که ثبات و آرامش زیادی را مدیون اوست که فضای خوبی برای ادامهٔ کار ادبی برای او فراهم کرد. او مرتب برای همسرش کتاب می‌خواند و او با دقت به صحبت‌های او گوش می‌داد، اغلب با حضور در کنار او و شریک شدن در فضای خانه به او کمک می‌کرد. در سال ۱۹۶۲، او مجموعه داستان کوتاه خود را به نام «چه قیمت کمی» (به عربی: ما أقل الثمن) به او اهدا کرد و در تقدیم‌نامه، عشق خود را به وی و تأثیرش بر زندگی‌اش را بیان نمود.

## درگذشت
الایرانی در ۳۱ مه ۱۹۷۴ در امان، اردن، درگذشت.

## آثار
او در سال ۱۹۶۹ مجموعه‌ای از داستان‌های کوتاه ترجمه شده از داستان‌نویسان جهان را با عنوان «داستان‌هایی از غرب و شرق» (به عربی: أقاصيص من الغرب والشرق) منتشر کرد. تلاشی برای نوشتن نمایشنامه کرد. او همچنین در زمینه ترجمه از زبان‌های دیگر نیز به ترجمهٔ داستان‌ها و متون نمایشی پرداخت و داستان‌های کوتاه خود را به صورت متن‌های نمایشی به نام «نقاب‌ها» (به عربی: الأقنعة) به چاپ رساند که در سال ۱۹۷۵ روی صحنه نمایش داده شد، سپس در جشنواره هنرهای نمایشی دمشق در سال ۱۹۷۶ ارائه شد. از جمله عناوین عربی آثار داستانی او:
- أول الشوط: ۱۹۳۷
- مع الناس: ۱۹۵۶
- ما أقل الثمن: ۱۹۶۲
- متى ينتهي الليل: ۱۹۶۴
- أصابع في الظلام: ۱۹۷۲